# 家住期
家住期，（梵語：gr̥hastha），字面意思是“住在家裡，家裡”或“住戶”，是印度教再生族男性人生階段的第二部分，由25歲至49歲。
其職責是維持養育家庭，教育孩子，領導以家庭為中心的社會生活。古代和中世紀時期的印度教文本認為家住期是印度教徒人生最重要的階段，因為在這個階段，人類不僅追求美德生活，還生產維持其他人們生命的食物和財富，延續人類的後代。
在印度傳統中，家住期階段是一個推薦，但不是一個要求。任何梵行者，如果他或她想要，可以跳過家庭和退休階段，直接進入棄絕期，從而放棄世俗和物質主義的追求，並將他們的生命奉獻給精神生活(如商羯羅)。